# Кузнецов, Николай Васильевич (Герой Советского Союза, 1912)
Николай Васильевич Кузнецов (1912—1993) — полковник Советской Армии, участник Великой Отечественной войны, Герой Советского Союза (1945).

## Биография
Николай Кузнецов родился 6 декабря 1912 года в Саратове. Окончил школу фабрично-заводского ученичества и первый курс Саратовского института механизации сельского хозяйства. В 1937 году Кузнецов был призван на службу в Рабоче-крестьянскую Красную Армию. Участвовал в боях советско-финской войны. C начала Великой Отечественной войны — на её фронтах. Принимал участие в боях на Северо-Западном, Ленинградском и 3-м Белорусском фронтах.
К концу войны гвардии майор Николай Кузнецов был заместителем по лётной части командира 58-го бомбардировочного авиаполка 276-й бомбардировочной авиадивизии 1-й воздушной армии 3-го Белорусского фронта. За время своего участия в боях он совершил 329 боевых вылетов на бомбардировку скоплений боевой техники и живой силы противника, нанеся ему большие потери.
Указом Президиума Верховного Совета СССР от 29 июня 1945 года гвардии майор Николай Кузнецов был удостоен высокого звания Героя Советского Союза с вручением ордена Ленина и медали «Золотая Звезда» за номером 6353.
После окончания войны Кузнецов продолжил службу в Советской Армии. В 1955 году он окончил Военно-воздушную академию. В 1960 году в звании полковника Кузнецов был уволен в запас. Проживал и работал в Мичуринске.
Скончался 29 января 1993 года.
Был также награждён тремя орденами Красного Знамени, орденами Александра Невского, Отечественной войны 1-й степени и Красной Звезды, рядом медалей.

## Память
- В честь Николая Васильевича Кузнецова была названа одна из улиц города Саратова;
- Имя Николая Кузнецова было нанесено на аннотационной доске к авиапамятнику Ту-114, установленному на привокзальной площади аэропорта Домодедово в 1977 году и уничтоженному в июле 2006 года. Ныне доска хранится в музее аэропорта Домодедово.